# Bataille de Sarantáporo
Première guerre balkanique
La bataille de Sarantáporo est une bataille de la première guerre balkanique qui opposa la Grèce à l'Empire ottoman les 9 et 10 octobre 1912. Elle fut remportée par la Grèce.

## La bataille
Le 6/18 octobre, l'armée grecque de Thessalie se divisa en deux colonnes. Celle la plus à l'ouest franchit le col de Meluna et après quelques escarmouches avec une avant-garde ottomane, s'empara des villes d'Elassóna et Deskáti. La colonne la plus à l'est marcha sur Petra. Cette manœuvre surprit les Ottomans. En effet, ils s'attendaient à une attaque au nord-ouest sur Elassóna. Aussi y avaient-ils massé leurs troupes, en laissant libres les cols qu'ils contrôlaient pourtant depuis leur victoire de 1897. Ils n'avaient pas prévu que la Grèce marcherait directement vers Salonique. La première rencontre eut donc lieu un peu après le début des hostilités autour du col de Sarantáporo,.
Les cinq premières divisions de l'armée de Thessalie assiégèrent les troupes ottomanes à Sarantáporo le 9 octobre. Ce col était la principale fortification ottomane en Thessalie, sur la route de Salonique. Le 10 octobre se déroula une longue journée de combat sous la pluie. Les troupes grecques multiplièrent les attaques frontales sur les positions ottomanes, aux cris de « Zeto » (« Hourra »). La place fut finalement prise. Les Grecs eurent 187 tués et 1 027 blessés. Ils firent plus de 700 prisonniers et les Ottomans eurent au moins 700 tués. La route de la Macédoine était ouverte,.
Les troupes ottomanes battirent en retraite en abandonnant leur équipement et leurs réserves. Cependant, les Grecs, épuisés, furent incapables de profiter immédiatement de leur victoire et ne purent entamer une poursuite. De plus, les moyens de transport étaient insuffisants pour une véritable poursuite. Enfin, l'armée grecque ne connaissait pas l'état réel des troupes ottomanes, manquant cruellement d'éclaireurs.